# Бродовская городская община
Бродовская городская общи́на (укр. Бродівська міська громада) — территориальная община в Золочевском районе Львовской области Украины.
Административный центр — город Броды.
Население составляет 39 040 человек. Площадь — 637 км².

## Населённые пункты
В состав общины входит 1 город (Броды) и 50 сёл:
- Антося
- Берлин
- Белявцы
- Болдуры
- Боратин
- Бордуляки
- Бучина
- Выдра
- Гаи
- Гаи-Детковецкие
- Гаи-Смоленские
- Гаи-Суходольские
- Глушин
- Голосковичи
- Горбали
- Грималовка
- Детковцы
- Збруи
- Козья
- Клекотов
- Колпин Ставок
- Комаровка
- Конюшков
- Королёвка
- Корсов
- Косарщина
- Куты
- Лагодов
- Лешнев
- Липина
- Лесовое
- Мытница
- Медное
- Монастырек
- Ораны
- Панькова
- Перелески
- Подгорье
- Пески
- Пониква
- Пониковица
- Салашка
- Сидиновка
- Смольное
- Станиславчик
- Суховоля
- Суходолы
- Сухота
- Шнырев
- Язловчик